# Erhetu
Erhetu (Erheto) ist eine osttimoresische Aldeia im Suco Fatubossa (Verwaltungsamt Aileu, Gemeinde Aileu). 2015 lebten in der Aldeia 262 Menschen.

## Geographie und Einrichtungen
Erhetu liegt im Südwesten des Sucos Fatubossa. Im Westen und Norden befindet sich die Aldeia Urhua und im Osten die Aldeia Caicasa. Die Ostgrenze bildet der Daisoli, ein Nebenfluss des Nördlichen Laclos. Südlich von Erhetu liegt die Gemeinde Ainaro mit ihrem Suco Liurai (Verwaltungsamt Maubisse).
Von Südwesten nach Norden durchquert eine kleine Straße Erhetu. Um ihr herum verteilen sich in kleinen Gruppen und alleinstehend weitläufig die Gebäude des Dorfes Erhetu, darunter die Grundschule Erhetu (portugiesisch Escola Básico Erhetu) und die Kapelle Santo Vicente.

## Politik
2023 wurde Manuel de Jesus zum Chefe de Aldeia gewählt.